# Brzeście Górne
Brzeście Górne – część wsi Brzeście w Polsce, położona w województwie świętokrzyskim, w powiecie skarżyskim, w gminie Bliżyn.
W latach 1975–1998 Brzeście Górne administracyjnie należało do województwa kieleckiego.
Wierni Kościoła rzymskokatolickiego należą do parafii św. Ludwika w Bliżynie.